# Religion matriarcale

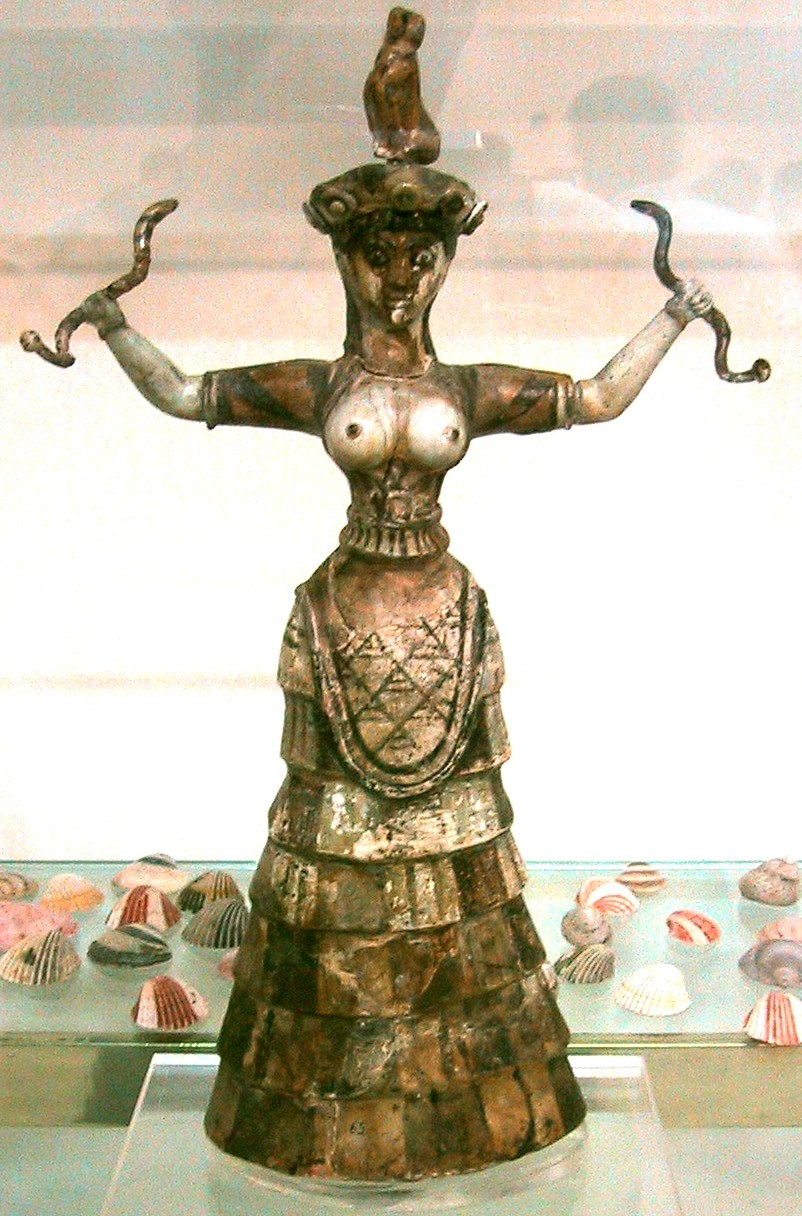
La Déesse serpent de la religion minoenne est souvent présente dans la littérature sur la religion matriarcale.

Une religion matriarcale désigne une religion qui met l'accent sur une déesse ou des déesses, insistant particulièrement sur leur dimension procréatrice. Toutefois, la réalité historique de ce type de dévotion fait débat, et son existence repose sur des éléments peu conclusifs et dont l'importance et la signification semblent avoir été exagérés par les promoteurs de cette hypothèse.
Le terme est aujourd'hui le plus souvent utilisé pour faire référence à des théories sur des religions matriarcales préhistoriques qui ont été proposées par des chercheurs tels que Johann Jakob Bachofen et Jane Ellen Harrison, et popularisées plus tard par le féminisme de deuxième vague, notamment par l'archéologie américaine Marija Gimbutas. 
Dans les années 1970, un mouvement de relance de ces pratiques a mené à l'élaboration d'une nouvelle « religion » américaine, le Goddess movement (en).

## Histoire

### Une hypothèse anthropologique auXIXesiècle
Le concept d'un matriarcat de la préhistoire a été introduit en 1861, lorsque Johann Jakob Bachofen publie Mother Right: An Investigation of the Religious and Juridical Character of Matriarchy in the Ancient World. Il postule que les patriarcats historiques sont le fruit d’un développement relativement récent, ayant remplacé un état antérieur de matriarcat primitif, et postule une religion préhistorique « chthonienne-maternelle ». Bachofen présente un modèle où la société matriarcale et les cultes à mystères chthoniens est la deuxième des quatre étapes historiques du développement de la religion (en).
La première étape qu'il a appelé l'« hétaïrisme », est caractérisée comme une société de chasseurs-cueilleurs du paléolithique qui pratiquent un mode de vie polyamoureux et communautairiste. La deuxième étape est le néolithique, une étape lunaire matriarcale de l'agriculture avec une forme précoce de Déméter comme divinité dominante. Elle est suivie par une étape « dionysiaque » du patriarcat émergent, finalement remplacé par le stade « apollinien » du patriarcat et l'apparition de la civilisation dans l'antiquité classique.
L'idée d'un matriarcat primitif (coïncidant potentiellement avec la paléolithique) précédant l'avènement d'un patriarcat généralisé au néolithique s'impose au XIXe siècle, et devient une véritable doxa au point que la question principale reste de savoir si cette substition constitue un progrès ou une décadence. L'idée que cette période a été un âge d'or brutalement anéanti par l´avènement du patriarcat a été décrite par Friedrich Engels dans son L'Origine de la famille, de la propriété privée et de l'État. Pour Engels, l'avènement du patriarcat signifiait « la grande défaite du sexe féminin », et la fin d'une ère de paix et d'amour, remplacée par la domination et la guerre. À l'inverse, pour Johann Jakob Bachofen, le matriarcat incarnait « la toute-puissance irrationnelle des forces de la nature », et le patriarcat un ordre fondé sur la raison.
Au début des années 1900, l'historienne Jane Ellen Harrison avance la théorie que le panthéon olympien a remplacé un culte antérieur de déesses de la terre.
Le romancier Robert Graves a postulé une religion matriarcale préhistorique dans les années 1950, dans ses Les Mythes grecs et Les Mythes celtes. Il fait la description détaillée d’une société future dont la religion est matriarcale dans son roman Seven Days in New Crete.

### Féminisme de deuxième vague etGoddess movement
- Mouvement de la déesse (en)

Les idées de Bachofen et Graves ont été reprises dans les années 1970 par les féministes de la deuxième vague, tels que l'auteur Merlin Stone (en) (1931-2011), qui a pris les figurines de la Vénus paléolithique comme une preuve de la religion matriarcale préhistorique. Elle présente les religions matriarcales comme impliquant un « culte des serpents » comme un symbole important de la sagesse spirituelle, la fertilité, la vie et la force. L'auteur développe la thèse selon laquelle la religion matriarcale a été diffusée à partir de la Préhistoire aux civilisations païennes : la Bible serait le résultat d'un effort visant à remplacer le culte de la Grande Déesse par la religion patriarcale du Dieu hébreu. Ce remplacement est illustré par l'arbre de vie (de l'allégorie biblique du Paradis), lieu de culte de la Déesse, où les fruits ont été offerts (illustré dans la pomme) en son honneur.
En outre, l'anthropologue Marija Gimbutas introduit le domaine de l’archéologie féministe dans les années 1970. Ses livres The Goddesses and Gods of Old Europe (1974), The Language of the Goddess (1989) et The Civilization of the Goddess (1991) sont devenus des ouvrages classiques de la théorie selon laquelle une culture patriarcale ou « androcratique » originaire de l’âge du bronze, a remplacé une vision du monde néolithique centrée sur la Déesse. Ces théories ont été présentées comme des hypothèses scientifiques, quoique d'un point de vue idéologique, dans les années 1970, mais elles ont aussi influencé la théologie féministe et en particulier les branches féministes du néopaganisme qui ont aussi émergé au cours des années 1970 (voir dianisme), de sorte que la religion matriarcale est aussi un nouveau mouvement religieux contemporain dans le champ plus large de néopaganisme, généralement connu comme le Goddess movement (en).
La plupart des anthropologues modernes rejettent l'idée d'un matriarcat préhistorique, mais reconnaissent des groupes matrilinéaires et matrifocaux tout au long de l'histoire humaine.

### Une hypothèse de moins en moins vraisemblable
Le débat se poursuit pour savoir si une ancienne religion matriarcale a existé, historiquement. L’universitaire américaine Camille Paglia fait valoir que « pas l'ombre d'une preuve n’étaye l'existence d’un matriarcat où que ce soit dans le monde, à n’importe quel moment » et que « l'ambivalence morale des grandes Déesses Mères a été commodément oubliée par les féministes américaines qui les ont ressuscitées ». Dans son livre The Myth of Matriarchal Prehistory (2000), la chercheuse Cynthia Eller (en) traite des origines de l'idée de la préhistoire matriarcale, les preuves pour et contre son exactitude historique, et si cette idée est souhaitable pour le féminisme moderne.
De manière générale, la plupart des préhistoriens contemporains rejettent cette hypothèse (comme celle d'une « Déesse-mère » archaïque), car ne reposant sur aucun faisceau d'indices sérieux. 
Ces deux théories ont par exemple été invalidées par Alain Testart, Vinciane Pirenne-Delforge, ou encore Claudine Cohen,.